# Kvitfjell

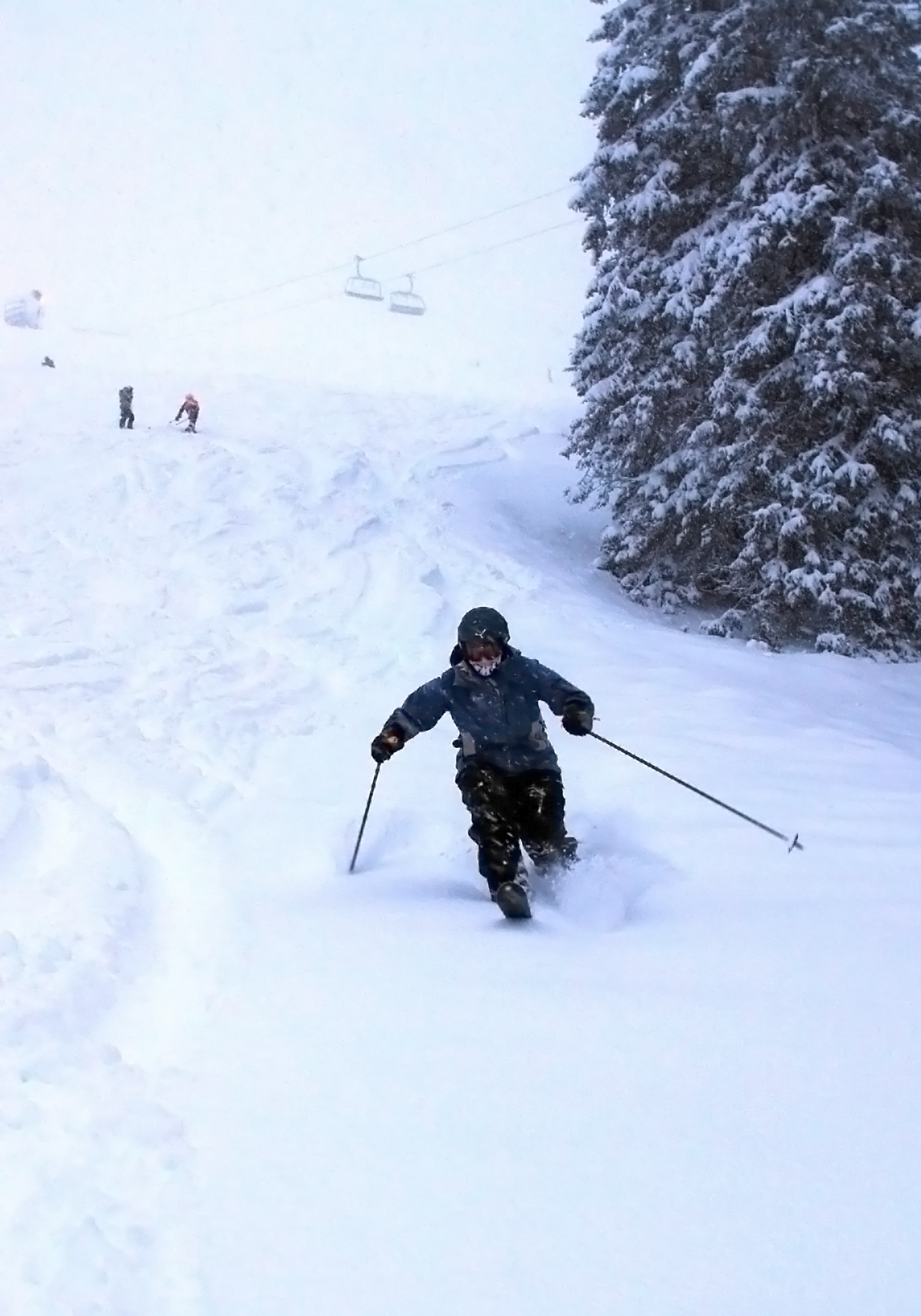
Skigebiet Kvitfjell

Das Kvitfjell (norweg. für „weißer Berg“) ist ein Skigebiet im Gemeindegebiet von Ringebu in der Nähe von Lillehammer in Norwegen.
Neben Alpinski wird auch Langlauf angeboten. Für Snowboarder gibt es eine besondere Anlage mit mehreren Sprüngen und Halfpipes. Es gibt 7 Lifte mit einer Kapazität von 3500 Personen/h und insgesamt 15 markierte Abfahrten, von denen die längste 3,5 km lang ist. Der Höhenunterschied beträgt maximal 840 m.
Die Piste Olympiabakken ist Austragungsort zahlreicher Rennen des alpinen Skiweltcups. Hier fanden unter anderem die alpinen Skiwettbewerbe der Olympischen Winterspiele 1994 statt.
Im Skigebiet gibt es neben einer Skischule zahlreiche Übernachtungsmöglichkeiten sowie mehrere Cafés.